# Mullbergstjärnen, Jämtland
Mullbergstjärnen är en sjö i Bergs kommun i Jämtland och ingår i Ljungans huvudavrinningsområde. Sjön har en area på 0,318 kvadratkilometer och ligger 497,3 meter över havet.

## Delavrinningsområde
Mullbergstjärnen ingår i det delavrinningsområde (692992-144609) som SMHI kallar för Utloppet av Handsjön. Medelhöjden är 393 meter över havet och ytan är 50,71 kvadratkilometer. Räknas de 383 avrinningsområdena uppströms in blir den ackumulerade arean 3 732,19 kvadratkilometer. Avrinningsområdets utflöde Ljungan mynnar i havet. Avrinningsområdet består mestadels av skog (71 procent). Avrinningsområdet har 6,23 kvadratkilometer vattenytor vilket ger det en sjöprocent på 12,3 procent.